# Val en Vignes
Val en Vignes is een gemeente in het Franse departement Deux-Sèvres (regio Nouvelle-Aquitaine). De plaats maakt deel uit van het arrondissement Bressuire. Val en Vignes is op 1 januari 2017 ontstaan door de fusie van de gemeenten Bouillé-Saint-Paul, Cersay en Massais. 
1. ↑  Populations de référence 2022.